# Tom Sanders (Mathematiker)
Tom Sanders ist ein englischer Mathematiker, der sich mit additiver Kombinatorik und deren Verbindungen zu harmonischer Analysis und analytischer Zahlentheorie beschäftigt.

## Leben
Sanders studierte Mathematik an der Universität Cambridge, wo er 2007 bei Timothy Gowers promoviert wurde (Topics in arithmetic combinatorics). Danach war er Junior Research Fellow am Christ’s College in Cambridge. 2007/08 war er am Institute for Advanced Study und 2008/09 am MSRI und am Mittag-Leffler-Institut. Seit 2011 ist er als Royal Society University Research Fellow an der Universität Oxford und dort Tutor und Fellow am St. Hugh´s College.
2011 erhielt er den Adams-Preis. 2012 erhielt er den EMS-Preis für seine grundlegenden Resultate in additiver Kombinatorik und harmonischer Analysis. Für 2013 wurde ihm der Whitehead-Preis zugesprochen. 2014 war er Eingeladener Sprecher auf dem ICM in Seoul (Roth's theorem: an application of approximate groups). 2013 erhielt er den European Prize in Combinatorics.

## Werk
Er verbesserte den Satz von Klaus Friedrich Roth über arithmetische Progressionen mit drei Gliedern. Roth hatte eine obere Schranke für den Umfang von Teilmengen {\displaystyle A} der natürlichen Zahlen kleiner gleich {\displaystyle N} gegeben, die keine nichttriviale arithmetische Progression der Länge 3 enthalten. Roth bewies
{\displaystyle |A|=O\left({\frac {N}{\log \log N}}\right)}
(mit Verwendung der Landau-Symbole), Sanders verbesserte um logarithmische Terme auf
{\displaystyle |A|=O\left({\frac {N{(\log \log N)}^{5}}{\log N}}\right)}.
Zuvor fanden schon Jean Bourgain, Roger Heath-Brown und Endre Szemerédi (der Satz von Roth ist auch der einfachste Fall des Satzes von Szemeredi) Verschärfungen.
Weiter erzielte er Fortschritte in Hinblick auf die Verbesserung der Schranke im Satz von Freiman der additiven kombinatorischen Zahlentheorie.